# Macruronus novaezelandiae
O Macruronus novaezelandiae é uma espécie de peixe que mede entre 60 cm e 1,2 metro de comprimento.